# 4. лаки артиљеријски пук ПВО
4. лаки артиљеријски пук ПВО је била  јединица Војске Републике Српске у саставу Сарајевско-романијског корпуса. 

## Историјат
По добијању наредбе о формирању СРК, 20. маја 1992. године, у Лукавици је у касарни "Слободан Принцип Сељо" која је била стална локација 4. лап ПВО ЈНА од његових остатака након дислокације јединица ЈНА на простор СРЈ и највећим дијелом мобилисаног људства са простора Сарајевско-романијске регије формиран 4. лап ПВО СРК. Пук је био батеријског састава и састојао се од укупно пет батерија борбеног дијела:
- двије батерије "Прага" 30/2 мм,
- двије батерије топова 20/3 мм,
- једна батерија топова 40/ 1 мм и
- остале јединице (Команда пука, командна батерија и позадинска чета).[1]

Прије избијања ратних сукоба у БиХ батерија топова 40/1 мм била је у саставу ТО, предвиђена за ПВО предузећа "Енергоинвест" у Лукавици. Након формирања 4. лап ПВО СРК укључена је у састав овог пука. Након ослобађања пута од Лукавице до Пала, преко Требевића, у јуну мјесецу 1992. године, Команда пука са једним дијелом јединица размјештена је у објекат "Унионинвеста" на локацији Брус, на Требевићу. Борбени дијелови пука, скоро до самог краја рата, односно до почетка бомбардовања Републике Српске од стране авијације НАТО пакта, били су ангажовани на непосредној подршци пјешадијских јединица. Тако су у рејону спортског аеродрома "Бутмир" биле распоређене двије батерије за ПВО, једна на Гаврића брду и Илињачи и једна на Кланцу; до ослобађања Кијева крајем октобра мјесеца 1992. године, када је као резерва пука лоцирана на Требевићу; у Планинарском дому "Челина": Батерија топова 40/1 мм била је распоређена на Лукавичкој коси, а командна батерија на репетитору "Требевић": Било је дијелова линије одбране јединица СРК гдје су јединице пука формирале привремене саставе и ангажоване као чисто пјешадијске јединице. На спортском аеродрому "Бутмир" дио пука био је ангажован у одбрани, на међупростору између 1. сарајевске механизоване бригаде и 2. сарајевске лаке пјешадијске бригаде. Када су муслиманске јединице 4. августа 1992. године извршиле масовни и добро организовани напад на српске линије одбране у рејону Крупца, Грлице и Бојковића значајну улогу у заустављању и сламању овог напада одиграла је батерија топова 20/3 "Прага" са Гаврића брда и Илињаче. Крајем јуна мјесеца 1993. године Команда пука је са Требевића премјештена у зграду "Енергоинвеста" у Лукавици, позадинска чета је размјештена у предузећу "Металија" а командна чета премјештена је са ТВ репетитора на Требевићу у касарну "Слободан Принцип Сељо" у Лукавици. Премјештањем 1. романијске пјешадијске бригаде на Нишићку висораван и батерија топова 30/2 мм је из резерве пука на Брусу премјештена у њихову зону одбране. Због развучености снага и немогућности пјешадијских јединица да успјешно затворе све линије одбране у зони одговорности СРК Команда СРК често је наређивала ангажовање и родовских јединица у улози пјешадије. Тако су дијелови 4. лап ПВО били ангажовани као чисто пјешадијска јединица у зони одговорности 1. романијске бригаде на Округлици и Хаџићима, све док нису пали у
непријатељске руке као и на трновском дијелу бојишта: У Операцији "Звијезда 94" из овог пука ангажован је привремени састав јачине једног стрељачког вода и укључен у састав јуришног батаљона који је за ову операцију формирала Команда СРК.
Приликом извођења нападних операција НАТО пакта "Мртво око" и "Намјерна сила" због застарјелости оруђа за противваздухопловну борбу и недостатка муниције у потребном обиму; пук није могао успјешно извршити свој основни задатак заштите јединица СРК од дејства из ваздушног простора. Одмах на почетку операције "Мртво око" уништен је Центар за осматрање и јављање на Јахорини и више, осим визуелног, није било могућности осматрања и праћења циљева у ваздушном простору. Да би се колико-толико супротставио НАТО авијацији, пук је са двије батерије топова 30/2 мм "Прага" и неколико послуга на оруђу "Стрела 2М" посјео ватрене полоЖаје на Каловитим брдима, сјевероисточно за око 1км од Пала.
Овај маневар уродио је плодом, па је на самом почетку НАТО бомбардовања 30. августа 1995. године млади српски официр Александар Студен, са тих ватрених положаја лаким ракетним системом 9К38 "Игла" оборио француски борбени авион Мираж 2000 Н-К2. Посада се успјешно катапултирала, али је одмах потом заробљена у рејону Мокрог код Пала. У неколико наврата специјалне потражне НАТО јединице покушале су да пронађу оборене пилоте, па је у једној таквој потрази, ватром са земље, погођен НАТО хеликоптер - 53 и рањена двојица америчких специјалаца. Након овог догађаја потраге за обореним пилотима су престале и они су размијењени тек 13. децембра 1995. године. Команданти 4. лаког артиљеријско-ракетног пука противваздухопловне одбране СРК били
су:
- Мајор Милан Угрешић и
- Капетан Горан Ћосовић.

У току Одбрамбено-отаџбинског рата из састава овог пука погинула су 24 борца ВРС.